# Tàngara de Piura
La tàngara de Piura (Sphenopsis piurae) és un ocell de la família dels tràupids (Thraupidae).

## Hàbitat i distribució
Habita boscos i matolls dels Andes del sud-oest de l'Equador i nord-oest del Perú.